# ألفرد أ. كونينغهام
ألفرد أ. كونينغهام (بالإنجليزية: Alfred A. Cunningham) هو جندي وطيار وضابط أمريكي، ولد في 8 مارس 1881 في أتلانتا في الولايات المتحدة، وتوفي في 27 مايو 1939 في ساراسوتا في الولايات المتحدة.